# Dropt

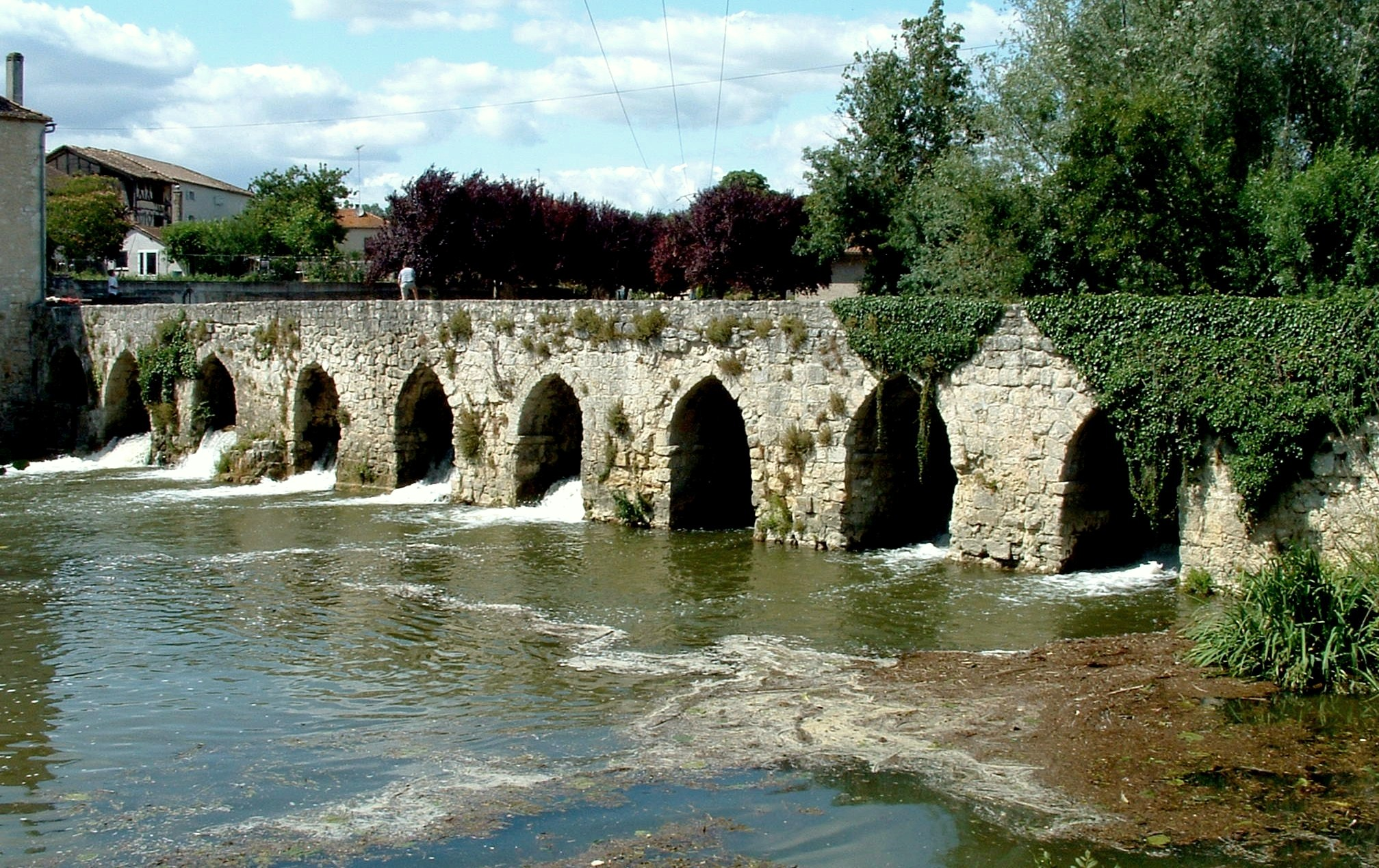
Pont du Dropt bei La Sauvetat-du-Dropt

Der Dropt [dʁo] (okzitanisch Dròt) ist ein Fluss im Südwesten Frankreichs, der in der Region Nouvelle-Aquitaine verläuft.

## Verlauf
Er entspringt  im Gemeindegebiet von Capdrot, östlich von Monpazier, entwässert generell in westlicher Richtung und mündet nach rund 132 km bei Caudrot als rechter Nebenfluss in die Garonne. Ein Durchstich mit Schleuse verbindet bereits bei Casseuil den Dropt mit der Garonne.
Der Dropt entwässert den Großteil der zwischen den beiden Flüssen Dordogne und Garonne liegenden Landmasse. An verschiedenen Stellen bildet der Dropt die Grenze zwischen den Départements Gironde und Lot-et-Garonne sowie den Départements Dordogne und Lot-et-Garonne.

## Orte am Fluss
- Monpazier
- Villeréal
- Castillonnès
- Eymet
- La Sauvetat-du-Dropt
- Allemans-du-Dropt
- Duras
- Monségur
- Gironde-sur-Dropt
- Caudrot

## Weinbau
Der Dropt bildet streckenweise die südliche Grenze des Weinbaugebiets der Côtes-de-Duras im Nordwesten des Agenais.

## Sehenswürdigkeiten
- Am Ufer des Dropt und seiner Nebenflüsse liegen zahlreiche Wassermühlen (→ Moulin de Loubens), die größtenteils unter Denkmalschutz stehen.
- Der Pont du Bretou bei Eymet und der Pont du Dropt bei La Sauvetat-du-Dropt sind zwei mittelalterliche Brücken, die als Monuments historiques anerkannt sind.[4][5]